# Karl von Werther
Karl Anton Philipp von Werther,  född den 31 januari 1809 i Königsberg (nuvarande Kaliningrad), död den 8 februari 1894 i München, var en preussisk friherre och diplomat. Han var son till utrikesministern Heinrich Wilhelm von Werther.
von Werther utnämndes till preussiskt sändebud i Schweiz 1842, i Aten 1845 och i Köpenhamn 1849. Han sändes som ambassadör till Sankt Petersburg 1854 och till Wien 1859, där han 1864 avslöt freden mellan Preussen och Danmark. Vid utbrottet av tysk-österrikiska kriget 1866 rappellerades von Werther och skötte utrikesdepartementet i Berlin, medan Bismarck åtföljde kung Vilhelm och armén. I augusti 1866 deltog han i fredsunderhandlingarna i Nikolsburg och Prag och återvände därefter som ambassadör till Wien. I oktober 1869 blev han Nordtyska förbundets ambassadör i Paris, varifrån han rappelierades vid krigets utbrott i juli 1870. Sin långa och framgångsrika diplomatiska bana avslutade von Werther som Tyska rikets ambassadör i Konstantinopel 1874–1877, där han deltog i Konstantinopelkonferensen 1876.